# 블레이드 앤 소울 (애니메이션)
블레이드 앤 소울(Blade and soul)은 2014년 4월 4일 일본의 애니메이션 두 감독인 하마사키 히로시와 타케우치 히로시가  본 게임 '블레이드 앤 소울'(Blade and soul)의 원작으로 애니메이션을 제작하여 TBS에서 방영한 작품이다.또한 대한민국에서는 애니플러스에서 동시 방영되었다. 시즌1의 13회차가 넷플릭스에 등재되었다.

## 플롯
살생(殺生)이라는 거대한 자연계의 먹이사슬의 맨 꼭대기에 있는 인간들의 피치못할 운명을 기저 플롯(plot)으로하는 스토리(story)로 무엇인가의 피를 빼앚고 생명을 취하지 않으면 단 하루로 살기 힘든 동물들의 저주 아닌 저주의 운명의 굴레를 인간들의 삶을 통해서 작가는 죽이기위해 죽이는 것이 아니라 생명을 살리기 위해 죽여야만하는 먹이사슬의 운명인  존재이유를 위한 살생의 슬픈 운명을 섬세하게 다루고있다.

## 같이 보기
- 툼 레이더